# マアリブ (イエメン)
マアリブ（アラビア語: مأرب、Ma'rib）は、イエメンの都市。人口16794人（2005年）。首都サナアの東120km、ルブアルハリ砂漠の西に位置する。かつてのサバア王国の首都であったとされ、シバの女王ビルキスの居城であったとされるアルシュ・ビルキスなどの遺跡がある。
サバア王国はマアリブに巨大なマアリブ・ダムを築き、そのダムは近隣地域を潤して肥沃な農耕地帯となり、マアリブも繁栄した。このダムは1000年以上にもわたって維持され、この地域の繁栄を支えたものの、西暦575年に崩壊し、以後20世紀にはいるまで再建されることはなかった。また、クルアーンの34番目のスーラ『サバア』によると、西暦2世紀の初めごろにも決壊し、果樹園をヤナギと僅かばかりのハマナツメが生える園に変えたこともある。1986年、アラブ首長国連邦の援助によって新ダムが完成し、約1500年ぶりにダムが復活した。
ダムの存在した時代は、この町は乳香や没薬の取引で知られ、対岸のエリトリアにあったダムト王国と活発な取引を行っていた。その富を求めて紀元前25年にはローマ帝国のアウグストゥスの部下であるアエリウス・ガルスがこの町へと遠征を行ったものの失敗に終わった。
マアリブの旧市街は20世紀に入って放棄され、その3.5km北に新市街が建設された。1986年、マアリブに石油精製所が建設され、2009年には1日1万バレルの精製能力を持っている。2009年11月には、一日25000バレルへと精製能力を上げる改修工事を行う契約を発表した。また、マアリブからはマアリブ-ラス・イサパイプラインが通っており、1日20万バレルの石油を送ることができる.。
2015年に始まったイエメン内戦では、石油産出施設を有するマアリブの支配権が優劣のカギになるとして、2021年2月以降、サウジアラビアなどのバックアップを受けて市内を掌握する政府軍と奪取を目指す反政府軍（フーシ派）の間で激しい戦闘が繰り返された。

## 世界遺産

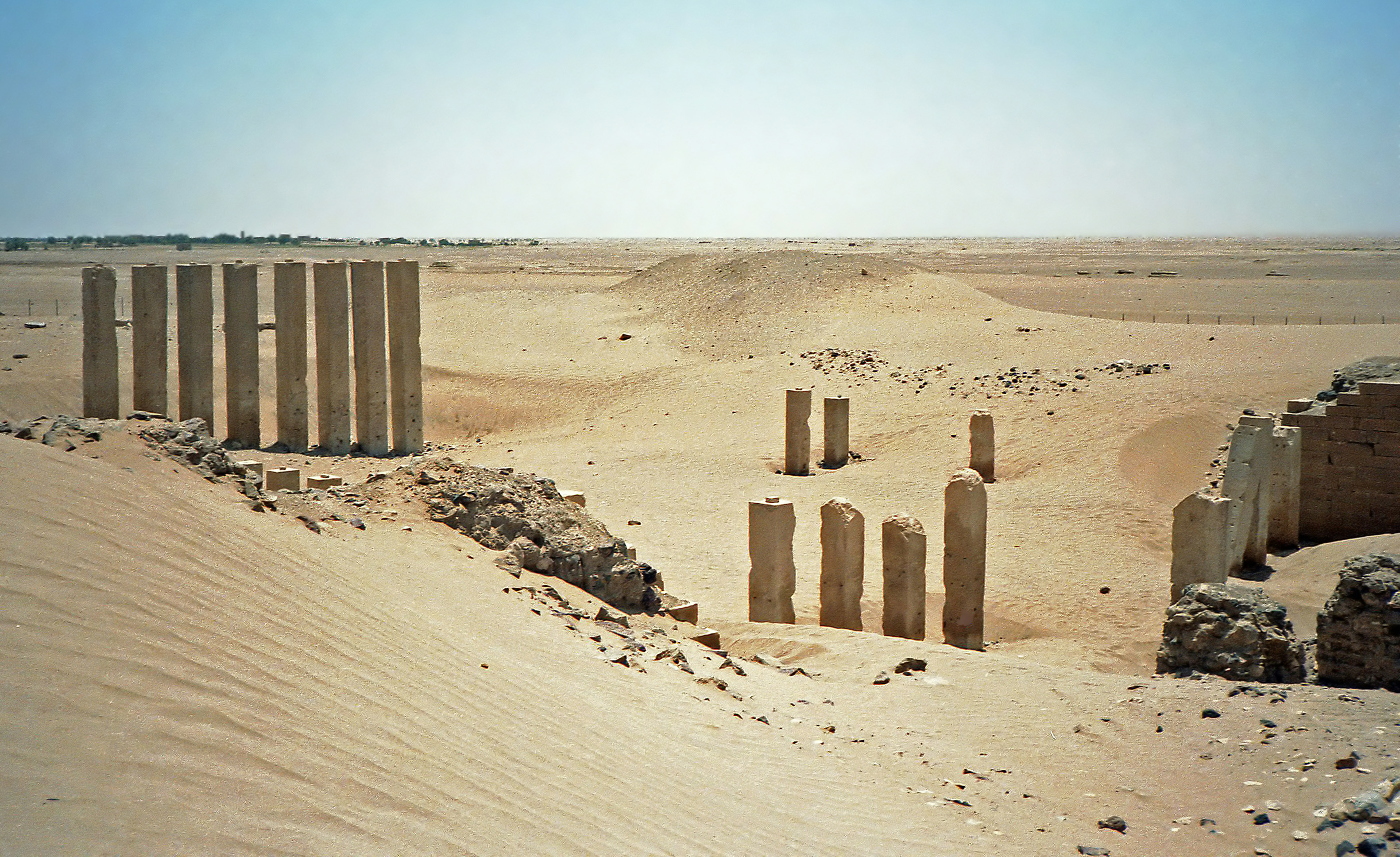
バラン神殿跡

古代のアラビア半島南部の乳香貿易ルートの中心地であったため、繁栄した時期には高度に進歩した灌漑システムと巡礼の対象となる神殿ができた。現在は不安定な政治情勢などにより保存状況が劣悪であり、2023年の世界遺産委員会臨時会議で世界遺産と危機遺産に登録された。
世界遺産の指定箇所は以下の7ヶ所である。
- マアリブ旧市街
- アワム神殿（英語版）
- バラン神殿（英語版）
- マアリブ・ダム（英語版）北岸
- マアリブ ・ダム南岸
- マアリブ ・ダム - ジュファイナ・ダム
- シルワーフ（英語版）旧市街

### 登録基準
この世界遺産は世界遺産登録基準のうち、以下の条件を満たし、登録された（以下の基準は世界遺産センター公表の登録基準からの翻訳、引用である）。
- (3) 現存するまたは消滅した文化的伝統または文明の、唯一のまたは少なくとも稀な証拠。
- (4) 人類の歴史上重要な時代を例証する建築様式、建築物群、技術の集積または景観の優れた例。